# Markus Klien

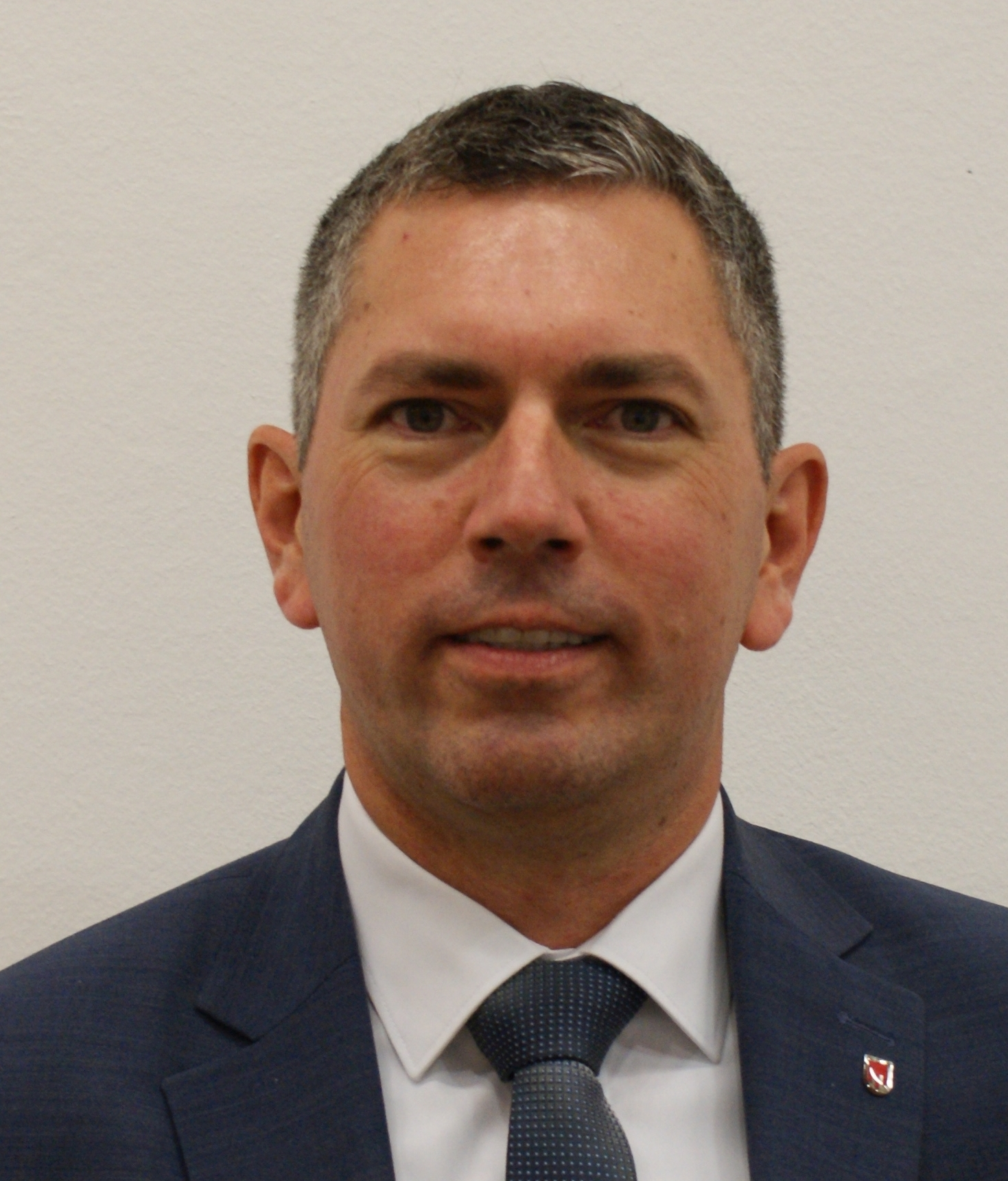
Markus Klien (2024)

Markus Klien (* 29. Dezember 1977 in Hohenems) ist ein österreichischer Politiker der Freiheitlichen Partei Österreichs (FPÖ). Seit dem 6. November 2024 ist er Klubobmann und Abgeordneter zum Vorarlberger Landtag.

## Leben

### Ausbildung und Beruf
Markus Klien besuchte von 1988 bis 1995 das Bundesrealgymnasium und Bundesoberstufenrealgymnasium Dornbirn Schoren, das er jedoch ohne Abschluss verließ. Anschließend machte er eine Ausbildung zum Großhandelskaufmann, die er 1998 abschloss. Von 2002 bis 2003 erlangte er die Studienberechtigungsprüfung und absolvierte von 2003 bis 2007 das Studium Betriebliches Projekt- und Prozessmanagement an der Fachhochschule Vorarlberg, welches er mit einer Diplomarbeit zum Thema Wie können durch die Optimierung der Materialflüsse Einsparungen bei einem Lebensmittelhersteller bewirkt werden? mit dem akademischen Grad Magister (FH) abschloss.
Beruflich war er bis 2024 als Direktor Global Maintenance Management für ThyssenKrupp Presta AG tätig, seit seiner Wahl in den Vorarlberger Landtag ist er Klubobmann der Fraktion der FPÖ.

### Politik
Klien ist seit 2010 Mitglied der Stadtvertretung von Hohenems, seit 2025 ist er auch Vizebürgermeister der Gemeinde. Er wurde 2021 zum Bezirksparteiobmann der FPÖ Dornbirn gewählt, seit 2022 ist er als Stadtparteiobmann der FPÖ Hohenems tätig.
Bei der Landtagswahl 2024 kandidierte er für die FPÖ an dritter Stelle im Landtagswahlkreis Dornbirn, welcher den Bezirk Dornbirn umfasst, und wurde, nachdem Spitzenkandidat Christof Bitschi in die Landesregierung einzog, direkt in den Vorarlberger Landtag gewählt. Am 6. November 2024 wurde er in der konstituierenden Sitzung der XXXII. Gesetzgebungsperiode als Abgeordneter zum  Vorarlberger Landtag angelobt.

### Privates
Klien ist in verheiratet und Vater zweier Kinder.